# Bijograd
Bijograd (en serbe cyrillique : Бијоград) est un village de Bosnie-Herzégovine. Il est situé sur le territoire de la ville de Trebinje et dans la république serbe de Bosnie. Selon les premiers résultats du recensement bosnien de 2013, il compte 28 habitants.

## Géographie
Le village est entouré par les localités suivantes :
| Duži         | Gomiljani    |         |
| Ljubovo      | Bijograd     | Volujac |
| Orašje Površ | Orašje Površ |         |

## Démographie

### Évolution historique de la population dans la localité
| 1948 | 1953 | 1961 | 1971 | 1981 | 1991 | 2013 |
| ---- | ---- | ---- | ---- | ---- | ---- | ---- |
| -    | -    | 61   | 52   | 52   | 37   | 28   |

|  |

### Répartition de la population par nationalités (1991)
En 1991, les 37 habitants du village étaient tous serbes.